# Реактив Фелінга
Реакти́в Фе́лінга, рідина́ Фе́лінга — аналітичний реактив, що застосовується для якісного визначення наявності альдегідної групи у деяких органічних сполуках, зокрема вуглеводах (головним чином у моносахаридах). Реактив був запропонований у 1849 році Германом Фелінгом.
Реактив готують, змішуючи розчини сульфату міді(II) і тартрату калію-натрію (сегнетової солі) у 10 % розчині лугу. Внаслідок взаємодії утворюється синій комплекс тартрату міді(II):
Для визначення альдегідів свіжоприготований розчин нагрівають до кипіння і додають до нього досліджувану речовину: при наявності в ній альдегідної групи комплекс Cu(II) відновлюється і утворює гідроксид міді(I), що розкладається із випадінням червоного осаду оксиду міді(I):
{\displaystyle \mathrm {R{-}CHO+2Cu^{2+}+4OH^{-}\longrightarrow R{-}COOH+Cu_{2}O\downarrow +2H_{2}O} }
Із бензальдегідом та іншими ароматичними альдегідами реактив Фелінга не взаємодіє, для їхнього визначення застосовується реактив Толленса.